# Préaux, Seine-Maritime
Préaux là một xã trong vùng hành chính Normandie, thuộc tỉnh Seine-Maritime, quận Rouen, tổng Darnétal. Tọa độ địa lý của xã là 49° 29' vĩ độ bắc, 01° 12' kinh độ đông. Préaux nằm trên độ cao trung bình là 170 mét trên mực nước biển, có điểm thấp nhất là 80 mét và điểm cao nhất là 176 mét. Xã có diện tích 18,95 km², dân số vào thời điểm 1999 là 1641 người; mật độ dân số là 87 người/km².

## Thông tin nhân khẩu
| 1962 | 1968 | 1975 | 1982  | 1990  | 1999  |
| ---- | ---- | ---- | ----- | ----- | ----- |
| 546  | 611  | 822  | 1 105 | 1 450 | 1 641 |